# سانلایت
سانلایت (انگلیسی: Sunlight) شرکت لوازم بهداشتی بریتانیایی است، که در سال ۱۸۸۴ تأسیس شد.